# Torre del Mangia

Torre del Mangia.

A Torre del Mangia ou Torre dei Mangia é uma antiga torre medieval (torre sineira) situada na cidade de Siena, na região da Toscana, na Itália. Foi construída entre 1338 e 1348. Localiza-se na Piazza del Campo, a praça principal de Siena, junto ao Palazzo Pubblico (sede municipal). Com os seus 102 metros de altura, quando se construiu era uma das torres seculares mais altas da Itália medieval. A torre foi construída para ser exatamente da mesma altura que a Catedral de Siena, como sinal de que a Igreja e o Estado tinham o mesmo estatuto. A torre é visível de todos os pontos da cidade. 
O nome de torre (mangia) provém do seu primeiro guarda, Giovanni di Balduccio, de alcunha Mangiaguadagni pela sua tendência para gastar todo o seu dinheiro em comida. A parte superior foi realizada por Agostino di Giovanni seguindo um desenho de um Mastro Lippo pittore, provavelmente Lippo Memmi.
As paredes da torre são de aproximadamente 3 m de espessura em cada lado. A galeria de mármore, conhecida como Piazza di Cappella, foi acrescentada em 1352 por sobreviventes da peste negra da cidade de Siena em agradecimento à Virgem Maria. A pilastra foi renovada, adquirindo a sua forma atual, em 1378, e as esculturas que a decoram foram realizadas entre 1378 e 1382 por Mariano d'Angelo Romanelli e Bartolomeo di Tomme. O teto de madeira simples que antigamente cobria a galeria foi substituído pela atual abóbada renascentista de mármore entre 1461 e 1468 por Antonio Federighi, também autor das decorações extravagantes da parte superior. Entre 1537 e 1539 Il Sodoma pintou um fresco sobre o altar, o qual está hoje no museu da cidade situado no Palazzo Pubblico. O relógio foi adicionado em 1360.

## Galeria de imagens

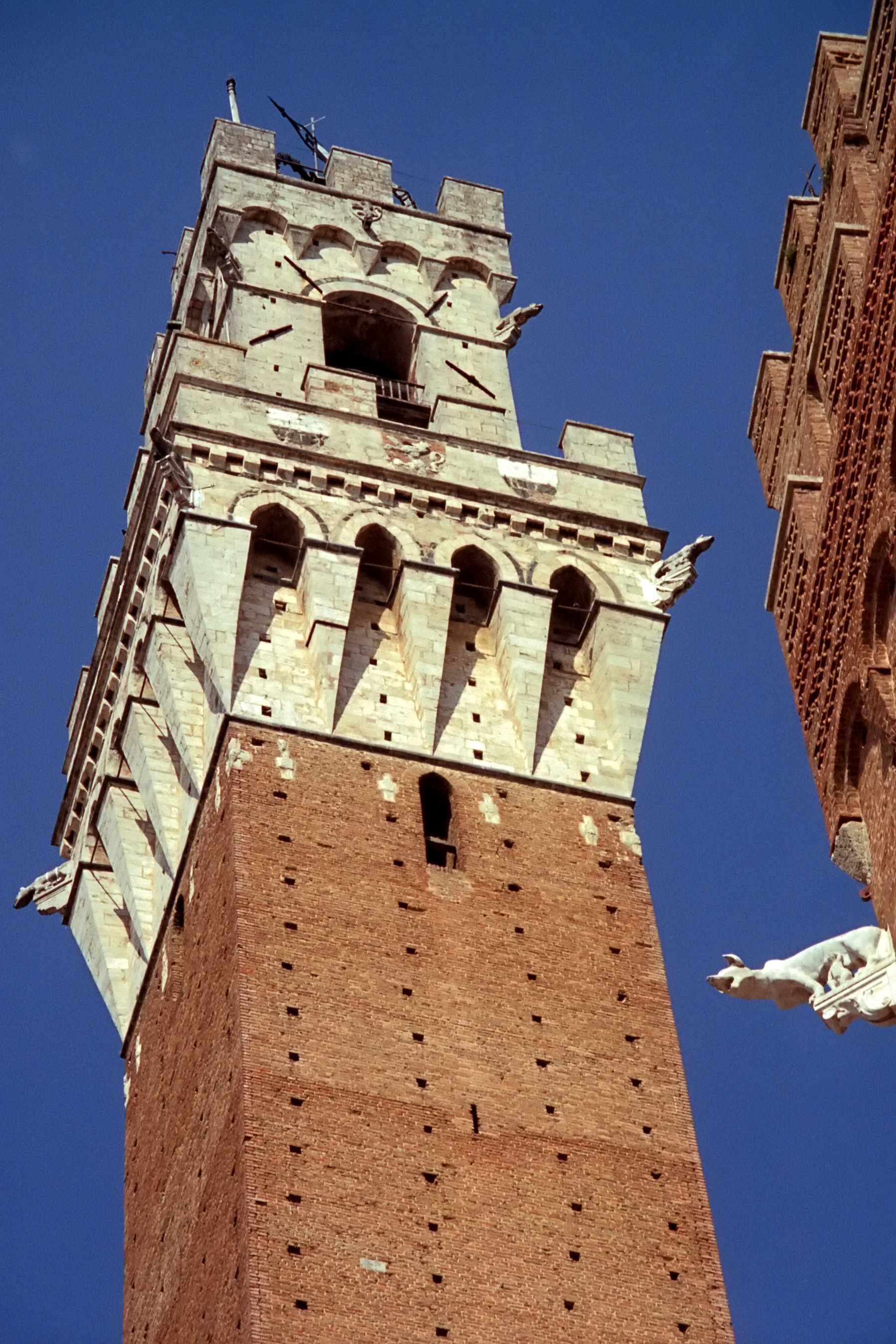
Pormenor da parte superior.
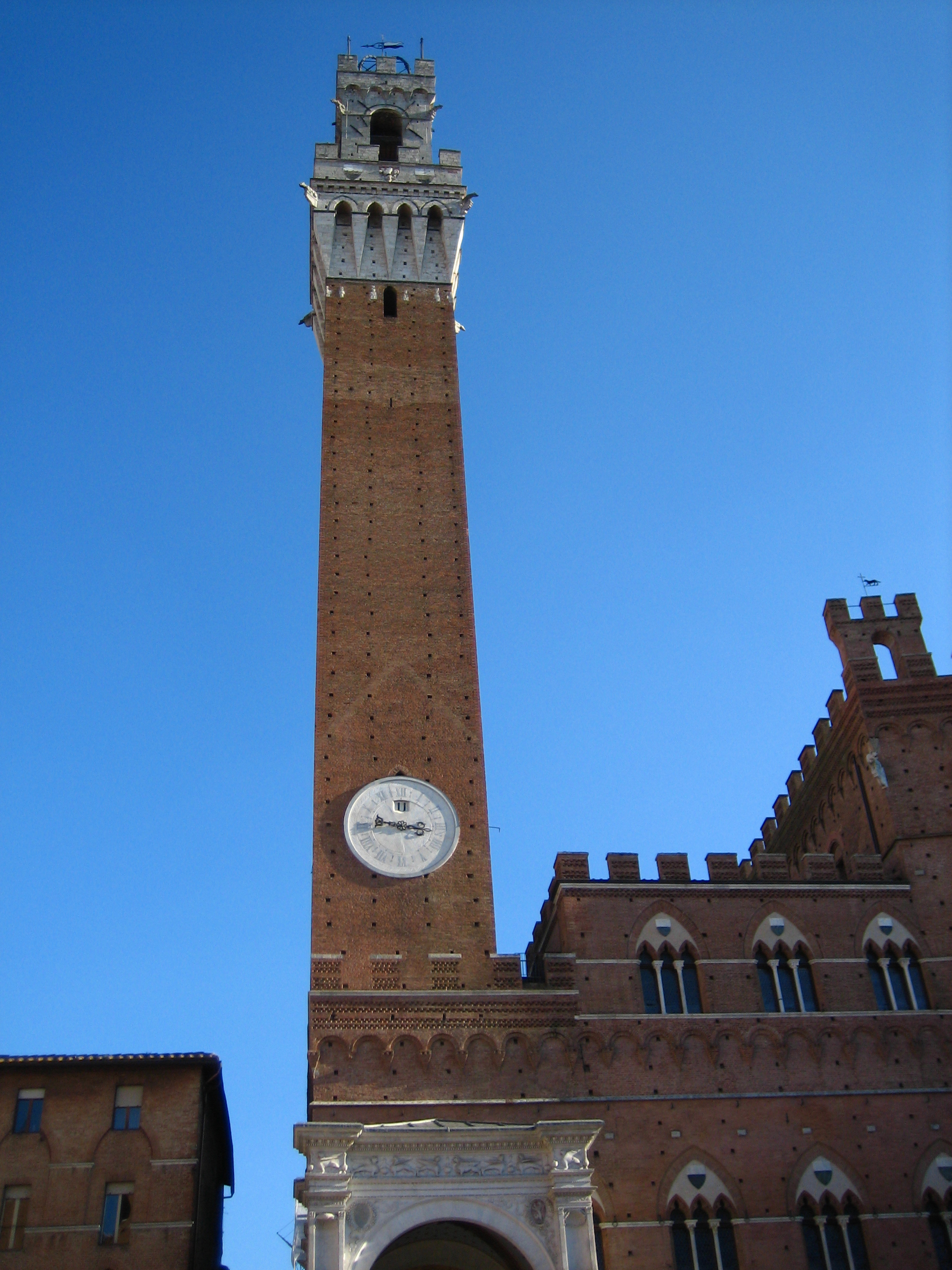
Outra vista de la torre.
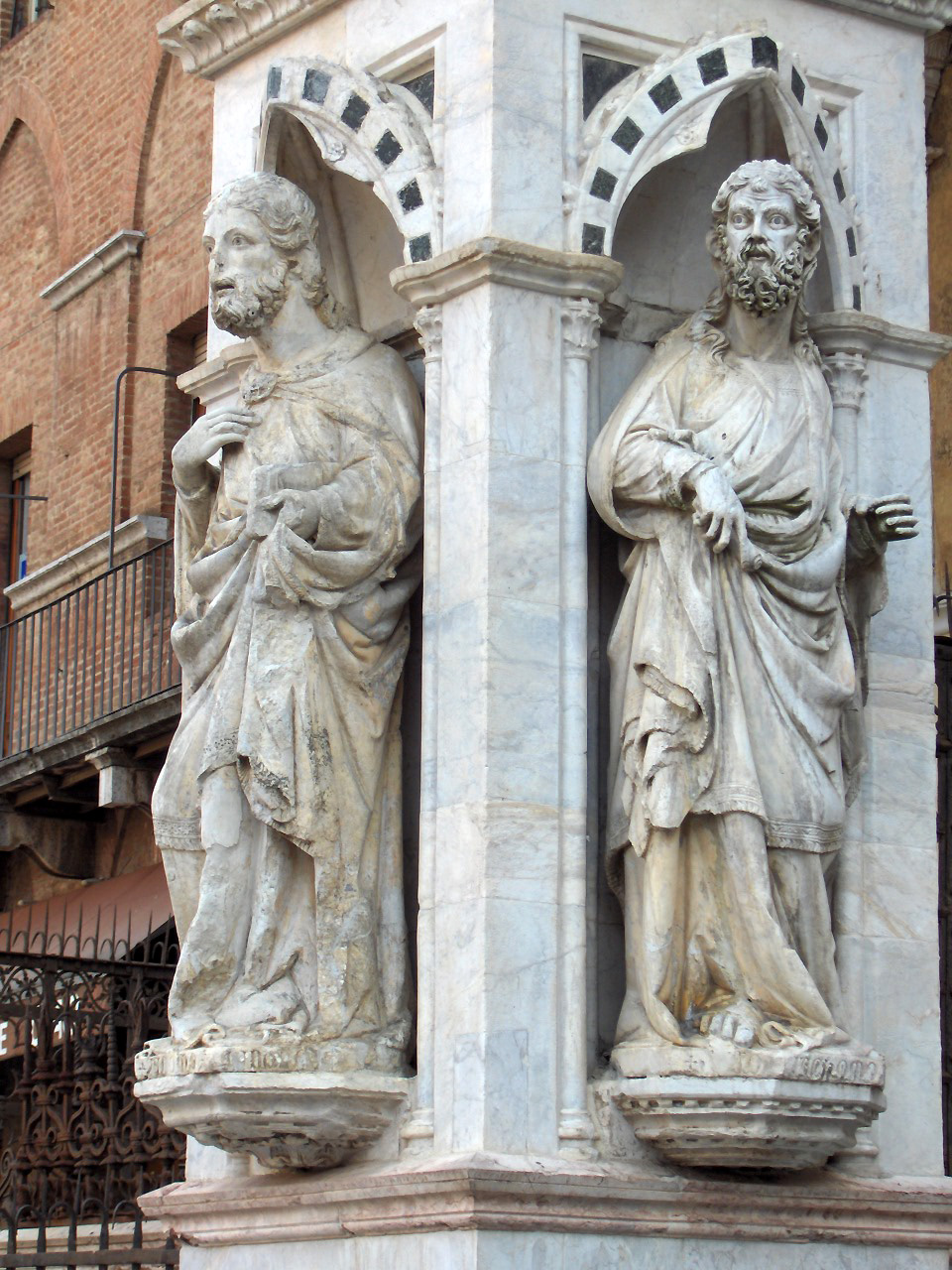
Estátuas da logia.
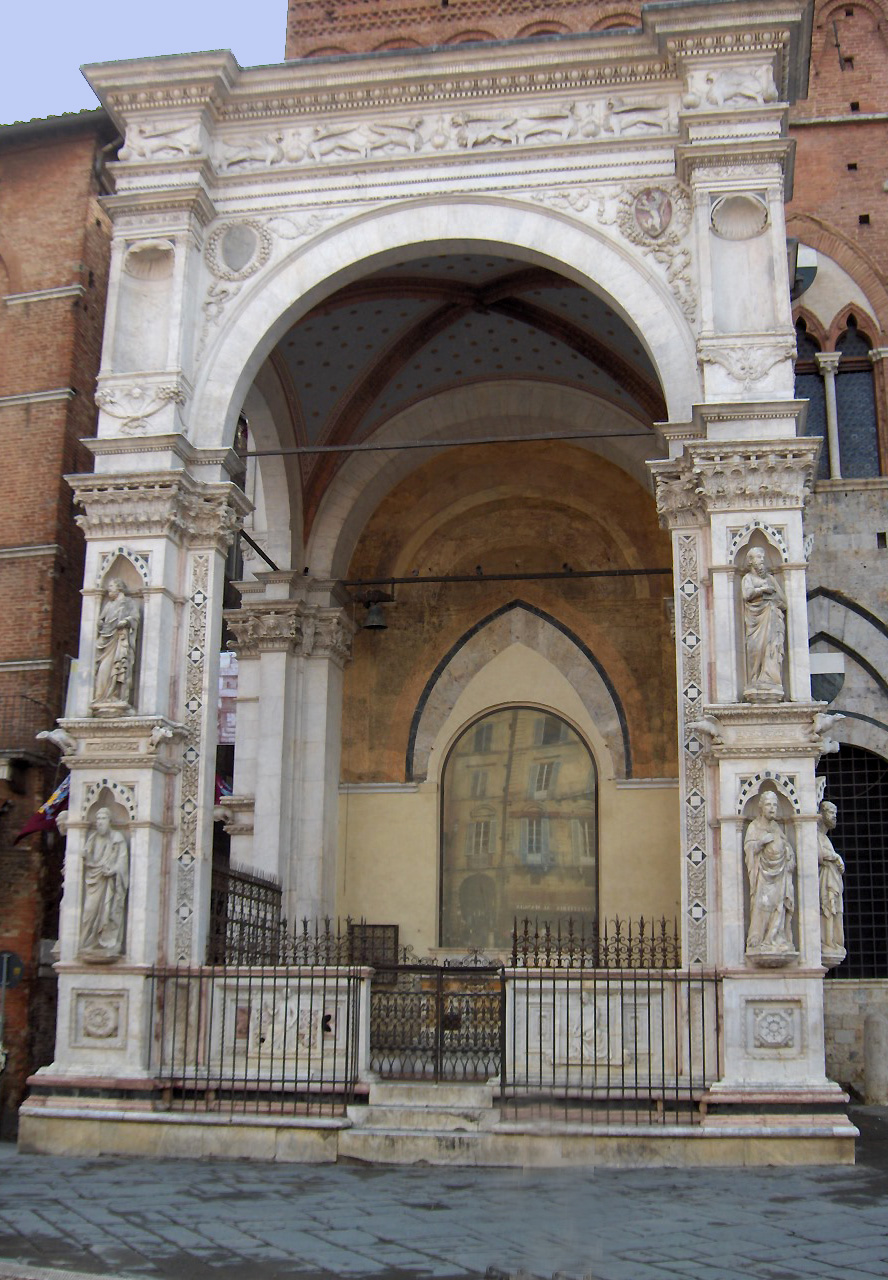
A capela da Piazza del Campo.
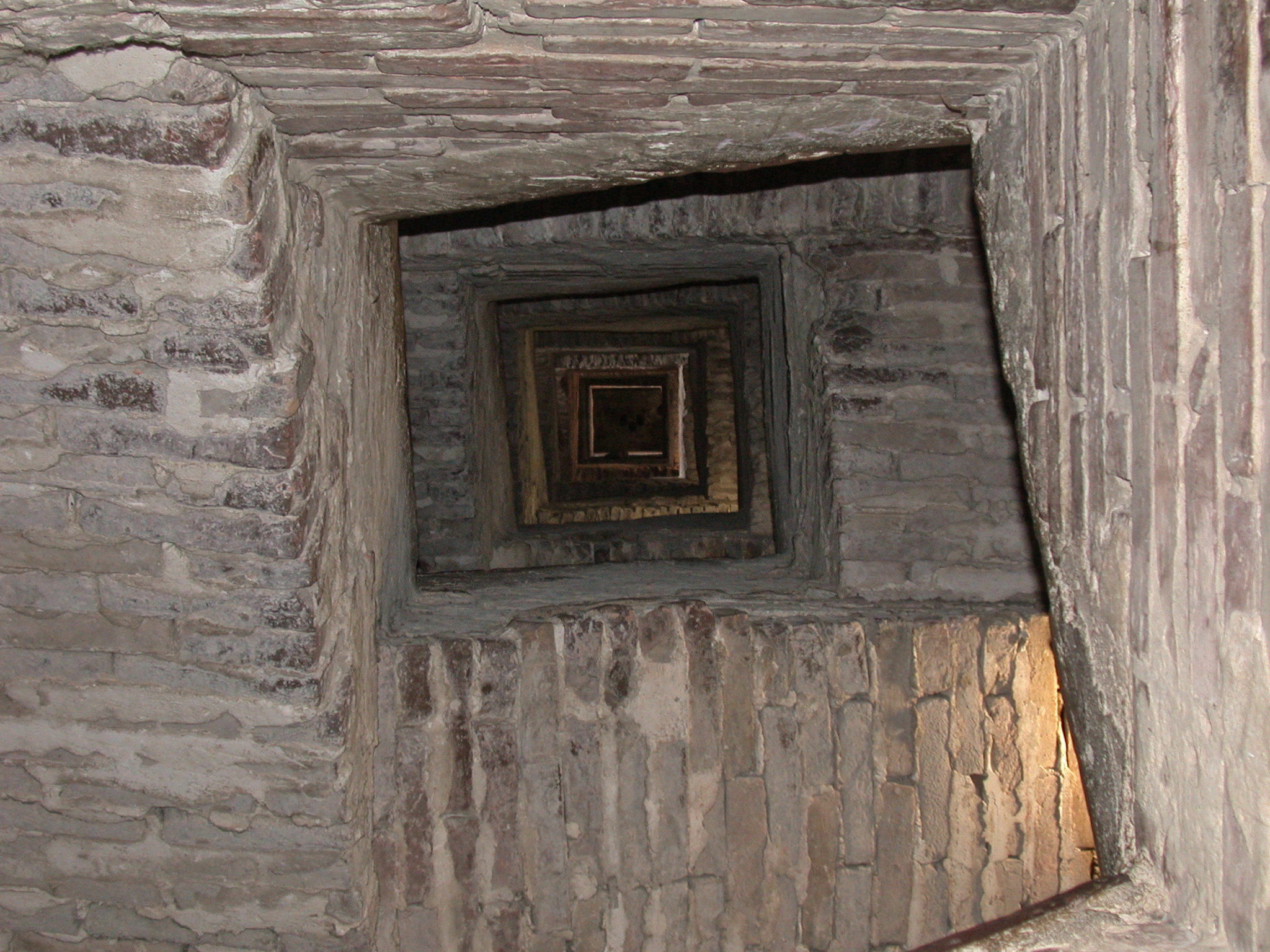
A escadaria interna